# NEWS 10th Anniversary in Tokyo Dome
《NEWS 10th Anniversary in Tokyo Dome》은 NEWS의 7번째 라이브 비디오 음반이다.

## 개요
2013년 9월 7일에 도쿄 돔에서 개최된 데뷔 10주년 기념 콘서트의 모습을 수록했다.

## 수록 내용

### DISC1
1. ～compass～
2. WORLD QUEST
3. チャンカパーナ / 챵카파나
4. 4＋FAN
5. 渚のお姉サマー / 물가의 오네사마
6. 恋祭り / 사랑 축제
7. フルスイング / 풀 스윙
8. Good News!
9. NEWSニッポン / NEWS 일본
10. 希望～Yell～ / 희망~Yell~
11. 太陽のナミダ / 태양의 눈물
12. ポコポンペコーリャ / 포코퐁페코랴
13. エンドレス・サマー / 엔드리스 서머
14. Greedier
15. Remedy - 마스다 타카히사
16. SHOCK ME 2013
17. BE FUNKY!
18. Beautiful Rain - 코야마 케이치로
19. 2人/130000000の奇跡 / 1억 3천만 분의 두 사람의 기적
20. SUMMER TIME
21. チェリッシュ / 체리시
22. Dreamcatcher - 카토 시게아키
23. Lovin'U - 테고시 유야
24. 2nd Opening
25. Liar
26. ベサメ・ムーチョ～狂おしいボレロ～ / 베사메 무쵸~미칠 듯한 볼레로~
27. Dance in the dark
28. Fighting Man
29. 紅く燃ゆる太陽 / 붉게 타오르는 태양
30. TEPPEN
31. サヤエンドウ / 사야엔도
32. 裸足のシンデレラボーイ / 맨발의 신데렐라 보이
33. 星をめざして / 별을 향해서
34. さくらガール / 벚꽃 걸
35. 恋のABO / 사랑의 ABO
36. weeeek
37. HIGHER GROUND

### DISC2
1. CRY
2. Happy Birthday
3. 4＋FAN
4. 恋祭り / 사랑 축제
5. 愛言葉～てをひいて～ / 사랑의 말~손을 잡고~

### DISC3
1. 속·J로부터의 편지 2013 전국 투어의 포상 여행